# Martín Bengoa
Martín Bengoa Díez (Otxandio, 21 novembre 1994) è un calciatore spagnolo, centrocampista svincolato.

## Carriera
Nato ad Otxandio, nei Paesi Baschi, Bengoa è entrato a far parte del settore giovanile dell'Athletic Bilbao nel 2008, all'età di 13 anni. Ha esordito come calciatore nella società filiale del Baskonia, militante in Tercera División.
Il 26 maggio 2014 è stato integrato nella rosa della seconda squadra in Segunda División B. Chiude la stagione collezionando 28 presenze e 4 reti, contribuendo al ritorno in Segunda División dopo 19 anni di assenza.
Il 16 gennaio 2016, esordisce tra i professionisti, subentrando nel secondo tempo a Mikel Vesga nella sconfitta in trasferta per 0-2 contro il Tenerife. A causa del suo scarso impiego, gioca solo 3 partite, con la sua squadra che retrocede. La stagione successiva, realizza 5 gol in 34 partite.
Nel maggio 2017 ha lasciato l'Athletic dopo la scadenza del contratto, e il 3 luglio successivo ha firmato un contratto con il Deportivo Fabril, ovvero la seconda squadra del Deportivo La Coruña, sempre militante in terza divisione. Il 21 agosto 2018 si è accasato al Leioa, altro club della terza divisione iberica.
Il 19 dicembre 2018, ha firmato un contratto con i marocchini del CRA valido fino al giugno 2019. Più tardi si è trasferito a un altro club marocchino, il Moghreb Tétouan, firmando un contratto biennale, dopo aver rifiutato offerte da club marocchini e dell'Arabia Saudita.

## Statistiche

### Presenze e reti nei club
Statistiche aggiornate al 12 agosto 2021.
| Stagione               | Squadra                | Campionato             | Campionato | Campionato | Coppe nazionali | Coppe nazionali | Coppe nazionali | Coppe continentali | Coppe continentali | Coppe continentali | Altre coppe | Altre coppe | Altre coppe | Totale | Totale |
| Stagione               | Squadra                | Comp                   | Pres       | Reti       | Comp            | Pres            | Reti            | Comp               | Pres               | Reti               | Comp        | Pres        | Reti        | Pres   | Reti   |
| ---------------------- | ---------------------- | ---------------------- | ---------- | ---------- | --------------- | --------------- | --------------- | ------------------ | ------------------ | ------------------ | ----------- | ----------- | ----------- | ------ | ------ |
| 2014-2015              | Bilbao Athletic        | SDB                    | 28         | 4          |                 | -               | -               |                    | -                  | -                  |             | -           | -           | 28     | 4      |
| 2015-2016              | Bilbao Athletic        | SD                     | 3          | 0          |                 | -               | -               |                    | -                  | -                  |             | -           | -           | 3      | 0      |
| 2016-2017              | Bilbao Athletic        | SDB                    | 34         | 5          |                 | -               | -               |                    | -                  | -                  |             | -           | -           | 34     | 5      |
| Totale Bilbao Athletic | Totale Bilbao Athletic | Totale Bilbao Athletic | 65         | 9          |                 | -               | -               |                    | -                  | -                  |             | -           | -           | 65     | 9      |
| 2017-2018              | Deportivo Fabril       | SDB                    | 25         | 0          |                 | -               | -               |                    | -                  | -                  |             | -           | -           | 25     | 0      |
| 2018-gen. 2019         | Leioa                  | SDB                    | 15         | 0          |                 | -               | -               |                    | -                  | -                  |             | -           | -           | 15     | 0      |
| gen.-giu. 2019         | CRA                    | BP                     | 15         | 5          |                 | -               | -               |                    | -                  | -                  |             | -           | -           | 15     | 5      |
| 2019-2020              | Moghreb Tétouan        | BP                     | 23         | 1          |                 | -               | -               |                    | -                  | -                  |             | -           | -           | 23     | 1      |
| 2021-2022              | Anagennīsī Karditsa    | SL2                    | 0          | 0          |                 | -               | -               |                    | -                  | -                  |             | -           | -           | 0      | 0      |
| Totale carriera        | Totale carriera        | Totale carriera        | 143        | 151        |                 | -               | -               |                    | -                  | -                  |             | -           | -           | 143    | 15     |